# Brooks (Minnesota)
Brooks es una ciudad ubicada en el condado de Red Lake en el estado estadounidense de Minnesota. En el Censo de 2010 tenía una población de 141 habitantes y una densidad poblacional de 46,49 personas por km².

## Geografía
Brooks se encuentra ubicada en las coordenadas 47°49′00″N 96°0′12″O / 47.81667, -96.00333. Según la Oficina del Censo de los Estados Unidos, Brooks tiene una superficie total de 3.03 km², de la cual 3.03 km² corresponden a tierra firme y (0%) 0 km² es agua.

## Demografía
Según el censo de 2010, había 141 personas residiendo en Brooks. La densidad de población era de 46,49 hab./km². De los 141 habitantes, Brooks estaba compuesto por el 96.45% blancos, el 0% eran afroamericanos, el 0.71% eran amerindios, el 1.42% eran asiáticos, el 0% eran isleños del Pacífico, el 0% eran de otras razas y el 1.42% pertenecían a dos o más razas. Del total de la población el 0.71% eran hispanos o latinos de cualquier raza.